# 鵙雀属
鵙雀属（学名：Cyclarhis）是莺雀科下的一个属。

## 下属物种
本属包括以下物种：
- 棕眉鵙雀 Cyclarhis gujanensis (Gmelin, 1789)
- 黑嘴鵙雀 Cyclarhis nigrirostris Lafresnaye, 1842